# Lucas van Mechelen

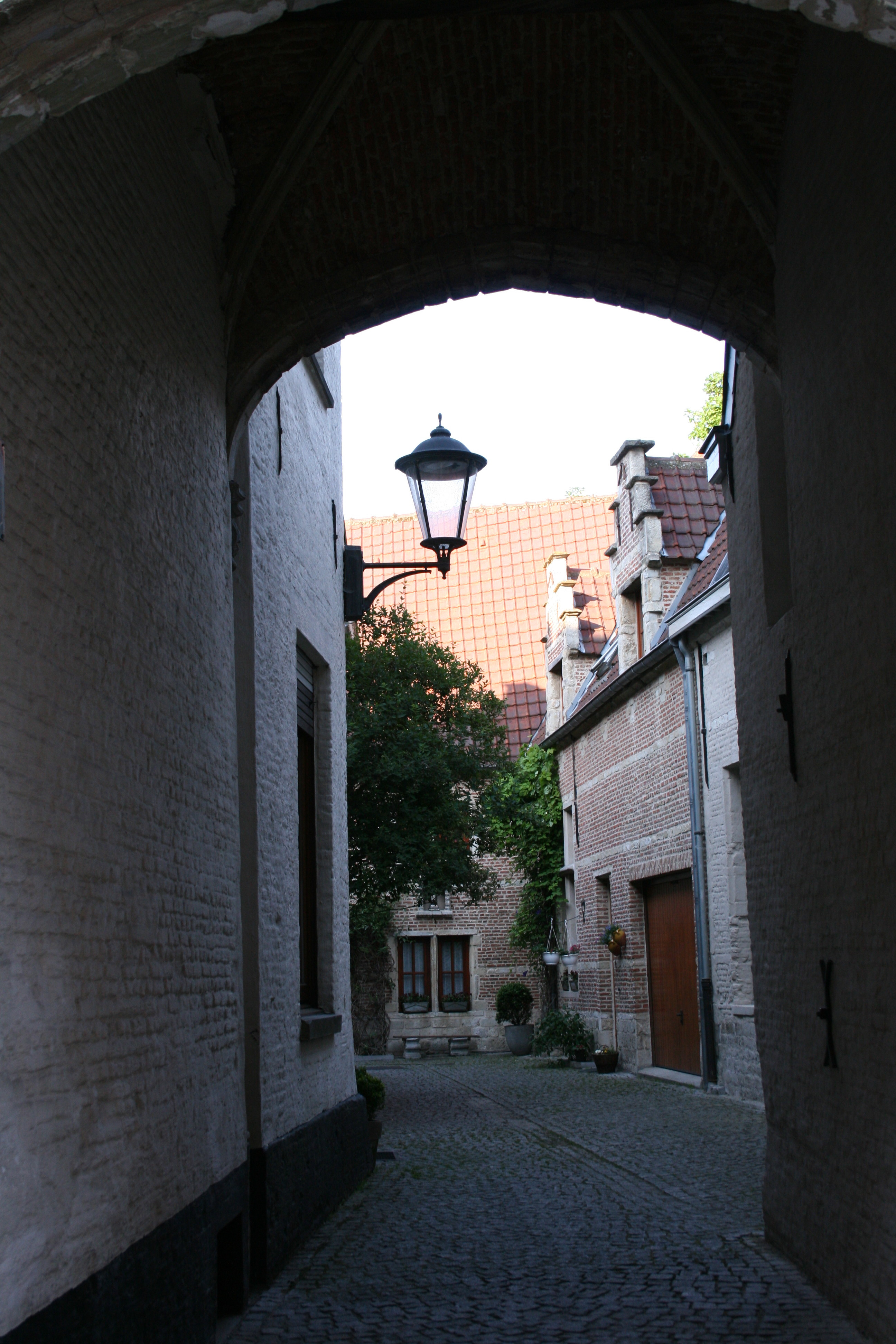
In het Groot Begijnhof van Mechelen was Lucas geestelijk begeleider.

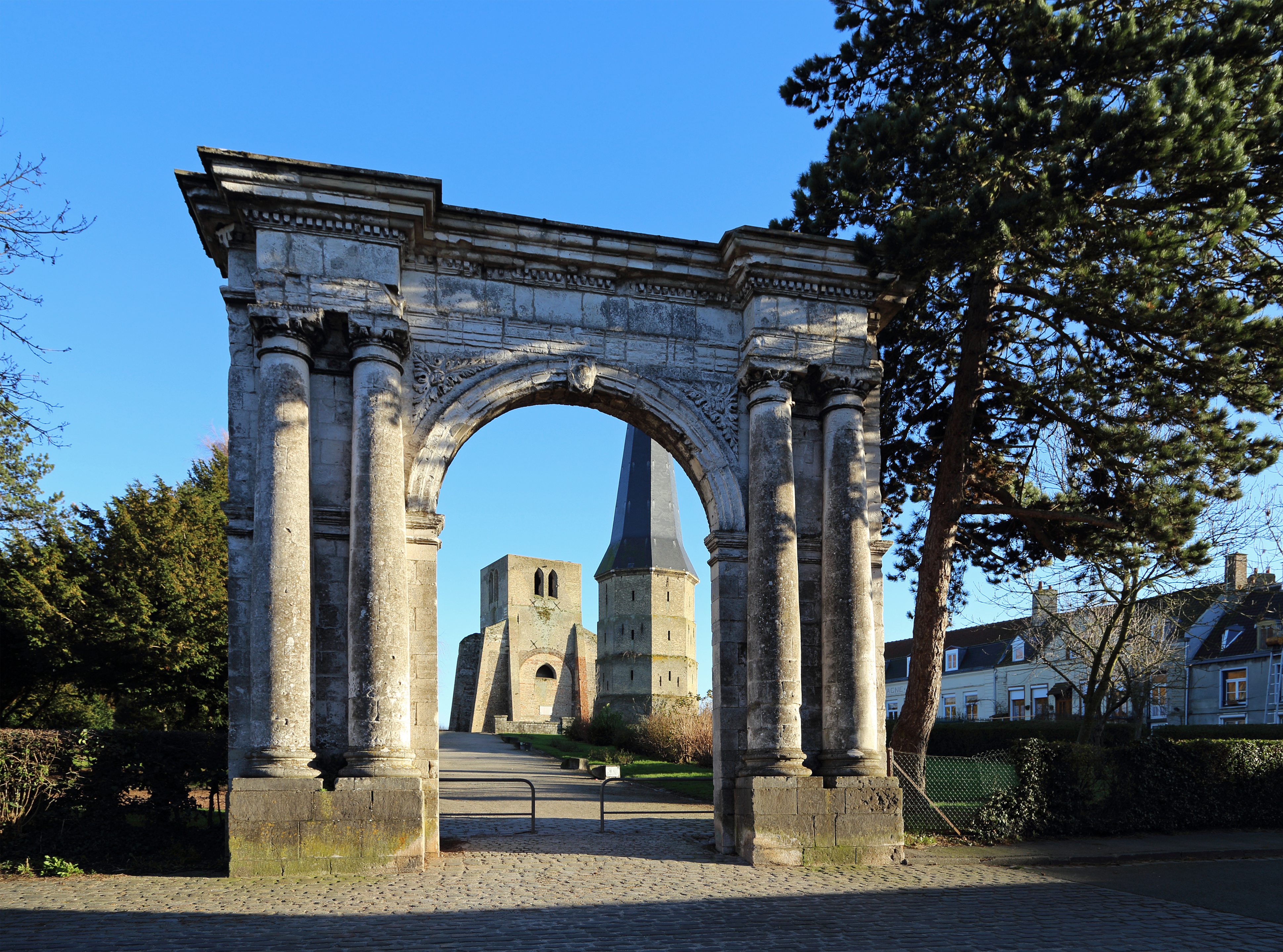
Lucas leidde de abdij van Sint-Winoksbergen onder Franse bezetting.

Ludovicus Gomez of met zijn kloosternaam Lucas (van Mechelen) (Aye 1595 of 1596 – Gent, 15 september 1652) was een kapucijn in de Spaanse Nederlanden. Hij was een mysticus en religieus dichter in de tijd van de Contrareformatie. 

## Levensloop
Lucas werd geboren in een familie van Portugese inwijkelingen in Marche-en-Famenne, in het Spaanse hertogdom Luxemburg. Mogelijks ging het om joodse bekeerlingen naar het katholicisme. In 1615 trad hij als novice in in het kapucijnenklooster in Gent. Hij maakte er kennis met de eerste Nederlandse vertaling van het mystiek werk van Johannes van het Kruis. 
In 1620 werd hij tot priester gewijd in Mechelen, waar hij verder jaren verbleef. Hij was er kapucijn van 1620 tot 1637. Zijn bijnaam van Mechelen komt uit deze periode. Lucas maakte er kennis met het mystieke werk van de Franciscaan Hendrik Herp, die 150 jaar eerder in het klooster in Mechelen leefde. Lucas was de geestelijke begeleider van de begijnen in Mechelen. De samenwerking met het begijnhof verliep kennelijk niet gemakkelijk. De begijn Anna de Man financierde het drukken van zijn eerste 2 boeken (1631). In deze tijd bereidden de begijnen de plannen en de financiering voor van hun begijnhofkerk. Lucas verliet Mechelen in 1637.
Van 1637 tot 1651 trok Lucas zich terug bij de benedictijnen van de abdij van Sint-Winoksbergen. Dit lag in het Spaans deel van het graafschap Vlaanderen. De rust in de abdij werd verstoord want van 1647-1651 bezette het Franse leger van Lodewijk XIV een eerste maal Sint-Winoksbergen. Tijdens de Franse bezetting maakte Lucas naam door als kapucijn de abdij van benedictijnen te besturen. Hij had er de titel van gardiaan van het klooster, een typische term voor Kapucijnen en Franciscanen. In 1651 verhuisde hij naar de kapucijnen in Gent, waar hij ooit zijn noviciaat begon. Hij stierf er hetzelfde jaar.

## Werken
Lucas van Mechelen schreef dichtbundels met een sterke mystieke inslag. Een centraal thema is de ziel die zuiver naar de hemel wil trekken, waarbij termen als ondergaan/sterven en opgaan/leven weerkeren. Dit laatste bezingt Lucas op allegorische wijze. Lucas’ werken waren niet alleen bestemd voor een Rooms publiek. Ook de protestantse quiëtist Pierre Poiret citeerde dichtwerk van Lucas van Mechelen.
Verschillende van Lucas’ dichtbundels zijn herdrukt met delen samengevoegd of weggelaten. Sommige dichtwerken zijn soms met muziekpartituur uitgegeven en soms zonder. Hieronder volgen zijn werken volgens hun eerste druk:
- Den bliiden requiem ende gheluckighe uytvaert van een salighe siele  (1631)
- Den boeck der gheestelijcke sanghen (1631)
- Cloosterken der gheestelijcke verryssenisse ofte der ontwordentheyt (1639)
- Den droeven alleluia (1674)
- Den seraphynschen nachtegael (1684)

- Biografisch Portaal: 36535152
- Digitale Bibliotheek voor de Nederlandse Letteren: mech003
- International Standard Name Identifier: 0000 0000 2222 1980
- Nederlandse Thesaurus van Auteursnamen: 070690952
- Virtual International Authority File: 286623362
- WorldCat: E39PBJdGGTQHTWb9GRmc6VH9jC